# Zantman's Rock
Zantman's Rock is een rotseilandje dat deel uitmaakt van de Scilly-eilanden, een eilandengroep ca. 45 km uit de kust van Cornwall, Verenigd Koninkrijk.
Zantman's Rock is een van de meest westelijk gelegen rotsen van de Scilly-eilanden. Het rotseiland ligt ongeveer 750 m ten noordoosten van de Crim Rocks en ruim 3 km ten noorden van Bishop Rock. Zantman's Rock steekt maar net boven de wateroppervlakte uit en is daardoor een gevaar voor de scheepvaart rondom de eilandengroep.
Een van de schepen die op Zantman's Rock zijn vergaan was de Susanna. Dit schip, een fregat uit Hamburg dat werd gebruikt voor het vervoer van salpeter van Chili naar Europa, liep op 14 augustus 1913 op het rotseilandje aan de grond. Het wrak van de Susanna werd nooit geborgen en ligt nog altijd ten zuidwesten van Zantman's Rock.